# Губернська канцелярія
Губернська канцелярія — виконавчий орган при губернаторові з забезпечення всієї секретарської роботи. Підпорядковувалася віце-губернатору, очолювалась управляючим. Спершу мала нескладну структуру, котра ускладнюється з 1809. До складу губернської канцелярії входили штатні чиновники з особливих доручень, помічники, канцелярські службовці, чиновник-рахівник та екзекутор, редактор «Губернских ведомостей», бухгалтер, реєстратор та архіваріус. Спершу губернські канцелярії поділялися на частини, в 19 ст. — на відділення (наприкінці 19 ст. складалися із розпорядчого, звітного, господарського і карного відділень).

## Розпорядче відділення
Розпорядче відділення зосереджувалося над виконанням указів вищої влади, підготовкою до друку «Губернских ведомостей», заснуванням вищих і середніх навчальних закладів, контролювало надходження податків, проходження дворянських виборів (див. Дворянські зібрання), особовий склад державних установ.

## Звітне відділення
Звітне відділення губернської канцелярії займалося підготовкою для імператора річних звітів про стан ввіреної губернії, укладало статистичні та інші відомості про склад населення, стан промисловості, сільського господарства, сплату земських податків тощо. Воно ж вело діловодство про видачу закордонних паспортів.

## Господарське відділення
Господарське відділення організовувало контроль за станом справ у сільському і лісовому господарствах, в галузі будівництва, за роботою пошти, станом шляхів сполучень, обслуговуванням військових частин. 1866 воно припинило діяльність у тих губерніях, на які поширювалася чинність земської реформи 1864.

## Карне відділення
Карне відділення здійснювало нагляд за діяльністю судів. Ліквідоване 1872 у тих губерніях, на які поширювалася чинність судової реформи 1864.

## Нові відділення
Натомість утворювалися нові відділення: в земських справах, для нагляду за діяльністю земських установ (замість ліквідованого господарського). Відділення з міських справ, утворене 1873, після набуття чинності нового міського положення займалося з'ясуванням питань міського управління. Ці два відділення в 1890-х рр. були об'єднані в одне: відділення земських і міських справ. У 1870-х рр. почали створюватися таємні відділення, які займалися боротьбою з революційними рухами. Канцелярії цивільних губернаторів були ліквідовані в березні 1917.